# عسل‌خوار برازنده
عسل‌خوار برازنده (نام علمی: Microptilotis cinereifrons) یک گونه از پرندگان خانواده عسل‌خواران است که در پاپوآ گینه نو یافت می‌شود. زیستگاه‌های طبیعی آن جنگل‌های دشت نمناک نیمه‌گرمسیری و جنگل‌های کوهستانی نمناک نیمه‌گرمسیری یا گرمسیری است.